# CO / KDYBY
CO / KDYBY (v anglickém originále What/If) je americká thrillerová webová televizní minisérie streamovací televize Netflix, jejíž první řada byla vydána 24. května 2019. Tvůrcem seriálu je Mike Kelley. Hlavní role hrají Renée Zellweger, Jane Levy, Blake Jenner, Daniella Pineda, Keith Powers, Samantha Ware, Dave Annable, Saamer Usmani, John Clarence Stewart a Louis Herthum. 

## Obsazení

### Hlavní role
- Renée Zellweger jako Anne Montgomery[1]
- Jane Levy jako Lisa Ruiz-Donovan
- Blake Jenner jako Sean Donovan, bývalá hvězda baseballového týmu Giants, nyní pracuje jako záchranář
- Keith Powers jako Todd Archer, nejlepší kamarád Seana
- Samantha Maire Ware jako Angela Archer, manželka Todda
- Juan Castano jako Marcos Ruiz, Lisy bratr a právník
- Dave Annable jako Dr. Ian Evans, šéf chirurgie
- Saamer Usmani jako Avery Watkins
- Daniella Pineda jako Cassidy Barrett, kamarádka Lisy
- John Clarence Stewart jako Lionel, Marcosův přítel a realitní makléř
- Louis Herthum jako Foster, pravá ruka Anny

### Vedlejší role
- Derek Smith jako Kevin
- Nana Ghana jako Sophie
- Monique Kim jako Miles
- Allie MacDonald jako Maddie Carter, Seanova bývalá přítelkyně
- Gabriel Mann jako Gage Scott, nepřítel Anny [2]
- Julian Sands jako Liam Strom

### Hostující role
- Marissa Cuevas jako Christine, bývalá spolužačka Seana
- Keegan Allen jako Billy, bývalý spolužák Seana

## Seznam dílů
| Č. v seriálu | Č. v řadě | Původní název | Český název    | Režie             | Scénář                           | Premiéra v USA  |
| ------------ | --------- | ------------- | -------------- | ----------------- | -------------------------------- | --------------- |
| 1            | 1         | Pilot         | Pilotní díl    | Phillip Noyce     | Mike Kelley                      | 24. května 2019 |
| 2            | 2         | What Now      | Co teď         | Phillip Noyce     | Mike Kelley                      | 24. května 2019 |
| 3            | 3         | What Happened | Co se stalo    | Russel Fine       | David Graziano                   | 24. května 2019 |
| 4            | 4         | What Drama    | Jaké drama     | Jessika Borsiczky | Robin Wasserman                  | 24. května 2019 |
| 5            | 5         | What Next     | Co dál         | Fernando Coimbra  | Blair Singer                     | 24. května 2019 |
| 6            | 6         | What History  | Jaká minulost  | Joanna Kerns      | Brenna Kouf                      | 24. května 2019 |
| 7            | 7         | What Ghosts   | Jací duchové   | David Rodriguez   | Elizabeth Benjamin               | 24. května 2019 |
| 8            | 8         | What Secrets  | Jaká tajemství | Maggie Kiley      | Blair Singer a Mike Kelley       | 24. května 2019 |
| 9            | 9         | WTF           | WTF            | J. Miller Tobin   | David Graziano a Robin Wasserman | 24. května 2019 |
| 10           | 10        | What Remians  | Co zbývá       | Randy Zisk        | Mike Kelley                      | 24. května 2019 |

## Produkce

### Vývoj
Dne 17. srpna 2018 Netflix oznámil produkci první řady seriálu. Do produkce byly zapojené společnosti Page Fright, Atlas Entertainment, Compari Entertainment a Warner Bros. Television. 
Dne 23. dubna 2019 bylo oznámeno, že seriál bude mít premiéru dne 24. května 2019. 

### Casting
S oznámením produkce seriálu byl oznámeno, že hlavní roli si zahraje Renée Zellweger. V srpnu 2018 bylo oznámeno, že Jane Levy a Blake Jenner se objeví v hlavních rolí. V září 2018 se připojili Samantha Ware, Juan Castano, Keith Powers, Saamer Usmani, Dave Annable a Louis Herthum. V prosinci 2018 se připojili Daniella Pineda, Tyler Ross, Derek Smith, Nana Ghana, Monique Kim, a Marissa Cuevas.